# Erignathini
Erignathini – plemię ssaków płetwonogich z podrodziny Phocinae w obrębie rodziny fokowatych (Phocidae).

## Podział systematyczny
Do plemienia należy jeden występujący współcześnie rodzaj:
- Erignathus Gill, 1866 – fokowąs – jedynym przedstawicielem jest Erignathus barbatus (Erxleben, 1777) – fokowąs brodaty

Opisano również rodzaj wymarły:
- Platyphoca Van Bénéden, 1877[4]